# 布里克贝克
布里克贝克（法語：Bricquebec，法語發音：[bʁikbɛk]）是法国芒什省的一个旧市镇，属于瑟堡区。2016年，布里克贝克与临近的5个市镇合并为新市镇科唐坦地区布里克贝克，布里克贝克为新市镇行政中心。

## 地理
布里克贝克（49°28'12"N, 1°37'45"W）面积32.66 平方千米，位于法国诺曼底大区芒什省，该省份为法国西北部沿海省份，西、北、东北三面环大西洋，东起顺时针与卡爾瓦多斯省、奧恩省、马耶讷省和伊勒-维莱讷省接壤。
与布里克贝克接壤的市镇（或旧市镇、城区）包括：凯特托、罗什维尔、莱佩尔克。

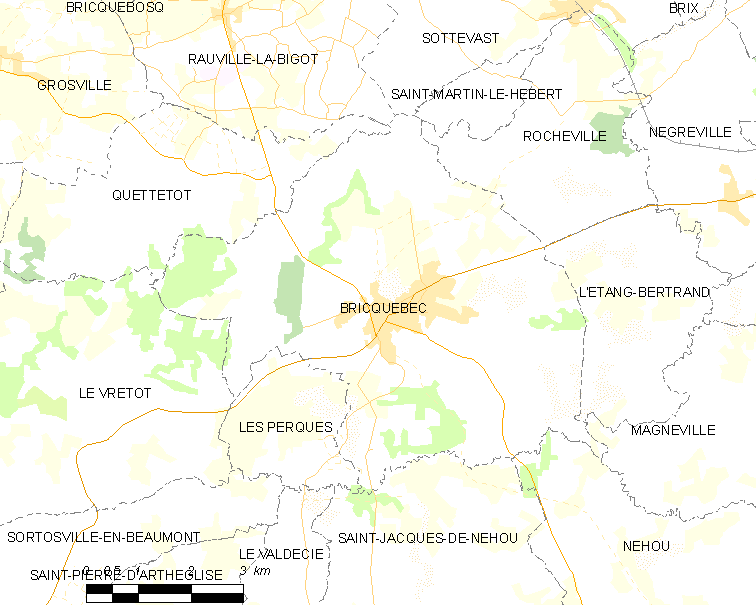
布里克贝克的OSM定位图

布里克贝克的时区为UTC+01:00、UTC+02:00（夏令时）。

## 行政
布里克贝克的邮政编码为50260，INSEE市镇编码为50082。

## 政治
布里克贝克所属的省级选区为科唐坦地区布里克贝克县。

## 人口

1962-2008年间布里克贝克人口变化图示

布里克贝克于2018年1月1日时的人口数量为4014人。